# Kłosowo (Rąb)
Kłosowo (wybudowanie) – część wsi Rąb w Polsce, położona w województwie pomorskim, w powiecie kartuskim, w gminie Przodkowo, na obszarze Pojezierza Kaszubskiego.
W latach 1975–1998 Kłosowo administracyjnie należało do województwa gdańskiego.